# Arteră gastrică dreaptă
Artera gastrică dreaptă apare, în majoritatea cazurilor (53% din cazuri), din artera hepatică principală, coboară până la capătul piloric al stomacului și trece de la dreapta la stânga de-a lungul curburii sale mici, alimentându-l cu ramuri și făcând anastomoză cu artera gastrică stângă. Poate apărea și din regiunea de diviziune a arterei hepatice comune (20% din cazuri), ramura stângă a arterei hepatice (15% din cazuri), artera gastroduodenală (8% din cazuri) și, cel mai rar, artera hepatică comună în sine (4% din cazuri). 

## Imagini suplimentare

Vascularizația la nivelul stomacului

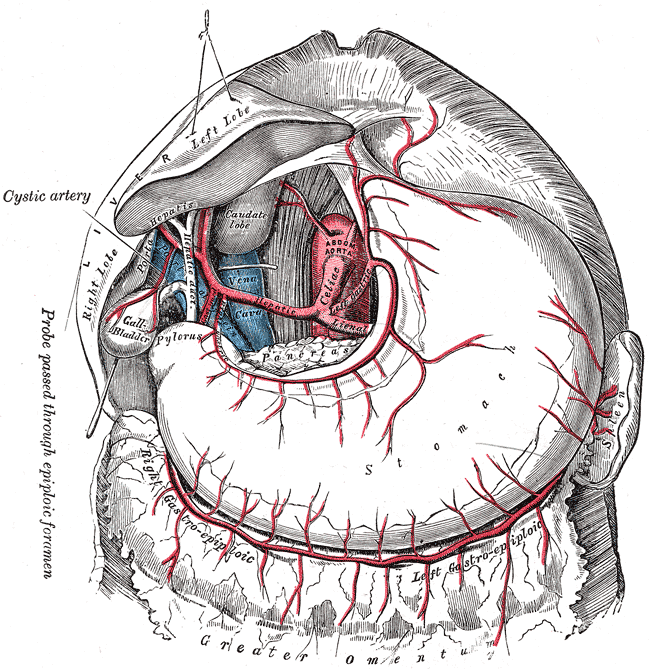
Artera celiacă și ramurile acesteia; ficatul a fost crescut, iar omentul mai mic și stratul anterior al omentului mai mare au fost eliminate.
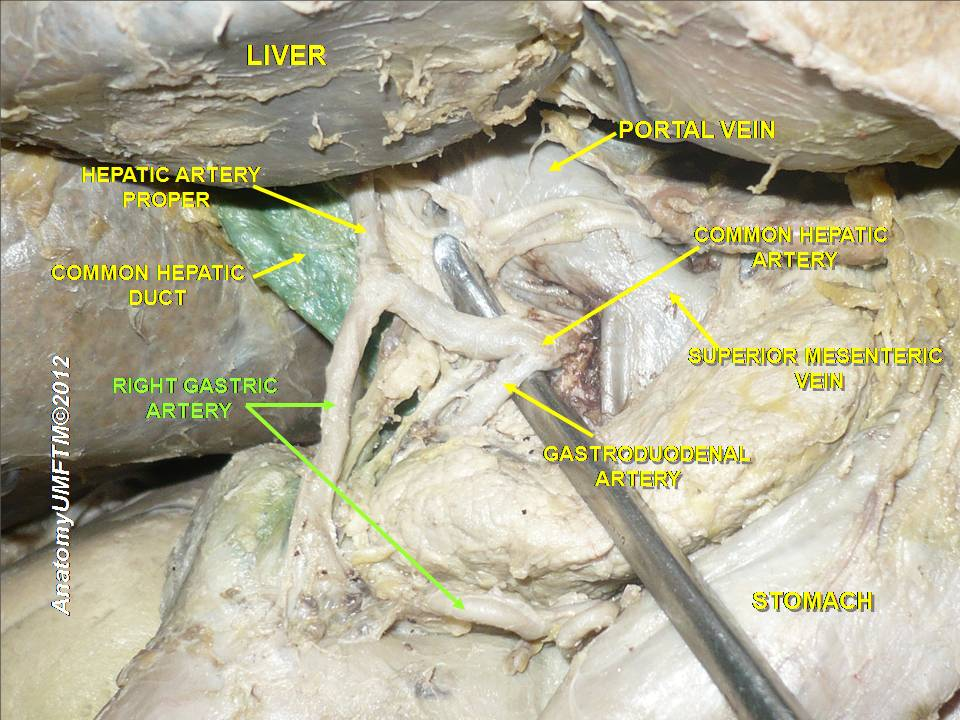
Artera gastrică dreaptă